# Центральный банк Коста-Рики
Центральный банк Коста-Рики (исп. Banco Central de Costa Rica) — центральный банк Республики Коста-Рика.

## История
До 24 ноября 1914 года банкноты выпускались в основном частными банками, иногда — правительством. После указанной даты исключительное право эмиссии банкнот принадлежало Международному банку Коста-Рики. В конце 1936 года Международный банк Коста-Рики реорганизован в Национальный банк Коста-Рики.
Законом от 28 января 1950 года на базе Национального банка Коста-Рики создан государственный Центральный банк Коста-Рики.